# Герельский сельсовет
Герельский сельсовет — административно-территориальная единица и муниципальное образование со статусом сельского поселения в Тляратинском районе Дагестана Российской Федерации.
Административный центр — село Бетельда.

## Население
| 2002  | 2010  | 2012  | 2013  | 2014  | 2015  | 2016  |
| ----- | ----- | ----- | ----- | ----- | ----- | ----- |
| 1267  | ↗1288 | ↘1284 | ↗1285 | ↗1309 | ↗1332 | ↗1374 |
| 2017  | 2018  | 2019  | 2020  | 2021  | 2023  | 2024  |
| ↗1390 | ↗1425 | ↗1444 | ↗1477 | ↘1385 | ↗1406 | ↗1421 |
| 2025  |       |       |       |       |       |       |
| ↗1446 |       |       |       |       |       |       |

## Состав
| № | Населённый пункт | Тип населённого пункта       | Население |
| - | ---------------- | ---------------------------- | --------- |
| 1 | Бетельда         | село, административный центр | ↗538      |
| 2 | Герель           | село                         | ↗401      |
| 3 | Гортноб          | село                         | ↗215      |
| 4 | Ульгеб           | село                         | ↗231      |